# The Best Is Yet to Come
The Best Is Yet to Come (с англ. — «Лучшее ещё впереди») — пятидесятый студийный альбом американской джазовой певицы Эллы Фицджеральд, записанный в 1982 году на студии Pablo Records, в создании пластинки принял участие оркестр под управлением Нельсона Риддла. Данная запись стала последним результатом сотрудничества Фицджеральд и Риддла, которое продолжалось на протяжении более 20 лет.
На 26-й церемонии «Грэмми» альбом принёс Элле Фицджеральд награду в номинации «Лучшее джазовое женское вокальное исполнение».

## Список композиций
| №                   | Название                             | Текст песни         | Музыка                      | Длительность |
| ------------------- | ------------------------------------ | ------------------- | --------------------------- | ------------ |
| 1.                  | «Don’t Be That Way»                  | Митчелл Пэриш       | Эдгар Сэмпсон, Бенни Гудмен | 4:03         |
| 2.                  | «God Bless the Child»                | Билли Холидей       | Артур Херцог-младший        | 4:42         |
| 3.                  | «(I Wonder) Where Our Love Has Gone» | Бадди Джонсон       | Бадди Джонсон               | 3:48         |
| 4.                  | «You’re Driving Me Crazy»            | Уолтер Дональдсон   | Уолтер Дональдсон           | 3:27         |
| 5.                  | «Any Old Time»                       | Арти Шоу            | Арти Шоу                    | 4:19         |
| 6.                  | «Goodbye»                            | Гордон Дженкинс     | Гордон Дженкинс             | 3:58         |
| 7.                  | «Autumn in New York»                 | Вернон Дюк          | Вернон Дюк                  | 3:24         |
| 8.                  | «The Best Is Yet to Come»            | Кэролайн Лей        | Сай Коулмэн                 | 5:19         |
| 9.                  | «Deep Purple»                        | Митчелл Пэриш       | Питер Дероуз                | 4:04         |
| 10.                 | «Somewhere in the Night»             | Мак Гордон          | Джозеф Майроу               | 3:07         |
| Общая длительность: | Общая длительность:                  | Общая длительность: | Общая длительность:         | 40:11        |

## Избранные участники записи
- Элла Фицджеральд — вокал.
- Кристин Эрмакофф — виолончель.
- Билл Грин — флейта.
- Дэвид Дюк — валторна.
- Маршалл Роял, Боб Купер — саксофон.
- Эл Ааронс — труба.
- Билл Ватроус — тромбон.
- Томми Тедеско, Джо Пасс — гитара.
- Джим Хьюгарт — контрабас.
- Шелли Мэнн — барабаны.
- Джимми Роулз — фортепиано.
- Нельсон Риддл — аранжировки, дирижирование.